# Alfred Flatow
Alfred Flatow (Német Birodalom, Gdańsk, 1869. október 3. – Harmadik Birodalom, Terezín, 1942. december 28.) háromszoros olimpiai bajnok német tornász.
Az 1896. évi nyári olimpiai játékokon indult tornában. 7 számban vett részt. Csapat korlátgyakorlatban, csapat nyújtógyakorlatban és korlátgyakorlatban aranyérmes lett. Nyújtógyakorlatban ezüstérmet nyert.
Zsidó származása miatt üldözött lett, miután a nácik hatalomra jutottak Németországban. Az 1936. évi nyári olimpiai játékokra sem hívták meg, ahova az addigi összes német olimpiai bajnok meghívást kapott. Unokatestvéréhez, a szintén többszörös olimpiai bajnok tornászhoz, Gustav Flatowhoz ment Hollandiába, de miután a németek a második világháborúban azt elfoglalták, deportálták 1942. október 3-án, több nagy sportoló tiltakozása ellenére. Újév előtt éhen halt a koncentrációs táborban. A német tornaszövetség az emlékükre alapította a Flatow-érmet 1987-ben, amivel a legkiválóbb sportolókat jutalmazzák.